# Chiesa di Sant'Andrea (Casola in Lunigiana)
La chiesa di Sant'Andrea è un edificio sacro che si trova nel borgo di Ugliancaldo a Casola in Lunigiana.

## Storia e descrizione
Risalente al Quattrocento, la chiesa ha subito numerosi rifacimenti nel corso dei secoli. In particolare, la facciata è stata più volte rifatta con ampio uso del marmo.